# Coppa Spensley
La Coppa Spensley fu il trofeo assegnato alla squadra "Campione d'Italia" di calcio nei campionati di Prima Categoria tra il 1905 e il 1907, nonché alla squadra "Campione Federale d'Italia" nel disconosciuto Campionato Federale di Prima Categoria 1908.
La coppa, che originariamente doveva essere assegnata a titolo definitivo alla società che se la fosse aggiudicata per tre annate consecutive o cinque complessive, fu successivamente attribuita al Milan, vincitore per due volte consecutive, come risarcimento per il cambio da "italiano" a "federale" del titolo abbinato al trofeo, che annullava il diritto acquisito dal club rossonero di poter ottenere il riconoscimento vincendo sia il suddetto Campionato Federale, sia il parallelo Campionato Italiano di Prima Categoria 1908 (alla quale veniva accostata la nuova Coppa Romolo Buni).

## Storia
La coppa fu donata alla Federazione Italiana di Football dal portiere del Genoa, James Spensley, e scolpita dallo scultore genovese De Albertis (motivo presumibile per cui il trofeo è noto anche come Coppa Spensley-Alberti). Essa rimpiazzò la Coppa Fawcus, appena vinta proprio dai genovesi, e si basava sugli stessi principi, venendo consegnata a titolo provvisorio a ogni squadra vincitrice del campionato, e a titolo definitivo a chi si fosse imposto per tre stagioni consecutive oppure cinque complessive.
Nella sua annata inaugurale, il riconoscimento fu appannaggio della Juventus, ma questa dovette cederlo la stagione successiva al Milan. Nel 1907 fu agile la riconferma del Milan, che quindi vide la possibilità di impadronirsi definitivamente della coppa nel 1908, sennonché a quel punto intervenne la Federazione con una delle decisioni più controverse e discusse della sua storia. All'assemblea del 20 ottobre 1907, il presidente della Doria, Oberti, presentò un ordine del giorno con cui proponeva di dividere il campionato in due sezioni parallele: una federale, aperta anche agli stranieri, e una italiana, riservata ai soli calciatori nostrani:
All'approvazione di tale ordine del giorno, la reazione degli esterofili Football Club fu veemente, sfociando addirittura nel boicottaggio di entrambe le competizioni. I Football Club, infatti, contestavano la sottrazione agli stranieri del diritto di competere per il titolo di "Campione d'Italia", attribuito al solo torneo italiano, e la loro relegazione nel torneo federale, assegnatario del meno prestigioso titolo di "Campione Federale d'Italia". La FIF, comunque, non esitò, pur di convincere le squadre ritiratesi per protesta a cambiare idea, a definire il campionato federale "maggior gara" rispetto a quello italiano:
(Ordine del giorno della FIF, citato in Chiesa, p. 19.)

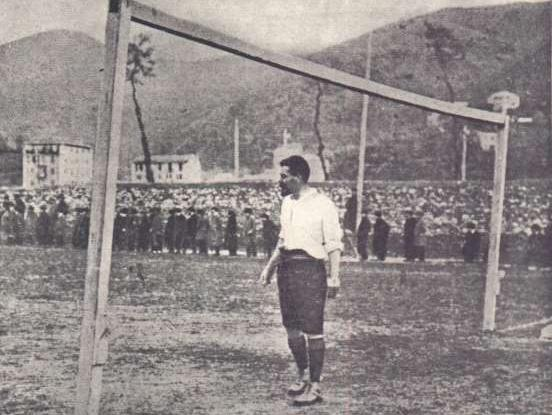
Il portiere del Genoa, James Spensley.

Le squadre "spurie internazionali" non ritornarono però sui propri passi, anche per protesta per il fatto che persino il campionato federale presentava qualche limitazione per gli stranieri: la FIF stabilì che potevano parteciparvi solo gli stranieri che avevano dimora fissa in Italia, cercando così di combattere il malcostume adottato dalle grandi società di ingaggiare per alcune partite giocatori stranieri dall'estero, specie se svizzeri. Le motivazioni dell'ostruzionismo dei grandi club contro la nuova politica autarchica della Federazione vanno inoltre ricercate nei timori che, se l'avessero accettata, essa sarebbe stata soltanto il primo passo verso la completa epurazione degli stranieri dal campionato. Delle 21 società che l'11 novembre 1907 si presentarono all'assemblea ordinaria della Federazione per le deliberazioni di rito, solo la Juventus, dei grandi club, era presente, mentre Milan, Torino e Genoa, per protesta, si assentarono.
Nella stagione 1908 si disputarono quindi due competizioni nazionali, una federale, aperta anche agli stranieri, e una italiana, aperta soltanto agli italiani. Così riassumeva le assemblee federali che portarono a scindere in due il campionato il quotidiano torinese La Stampa:
(La Stampa del 2 dicembre 1907, p. 4, citato in Chiesa, p. 19.)
Al campionato federale di Prima Categoria, aperto anche agli stranieri e dunque alle "squadre spurie internazionali", avrebbero dovuto partecipare Milan, Juventus e Doria. Alla vincitrice del torneo sarebbe dovuta essere assegnata la Coppa Spensley, detenuta dal Milan campione d'Italia in carica. Milan, Torino e Genoa, tuttavia, non essendo riuscite a convincere la FIF a recedere dai propri propositi autarchici, si ritirarono da entrambi i tornei. In particolare il Milan annunciò il 1º gennaio 1908 la propria decisione di rinunciare a disputare il campionato federale e quello italiano «in segno di protesta contro l'illegale ed arbitrario procedere della Federazione»; secondo La Stampa, infatti, «il Milan Club aveva inviato la propria iscrizione al Campionato Federale, subordinandola ai diritti acquisiti con vincere per due anni consecutivamente la Coppa Spensley, con il titolo di Coppa del Campionato Italiano. La Federazione non poteva aderire al desiderio del Milan Club, sconfessando le deliberazioni di una vasta maggioranza, che volle per l'avvenire destinata al Campionato Federale tale Coppa, mutando così titolo e significato alla medesima; e in questo senso il Comitato direttivo della FIF rispose al Milan Club, aggiungendo che in caso di nuova vittoria si sarebbe cercato di salvaguardare i diritti preesistenti». In segno di protesta, dunque, il Milan si astenne dal disputare partite indette dalla FIF già dal 1º gennaio, riducendo così il torneo federale di Prima Categoria a una finale a due tra Juventus e Doria, in cui ebbe la meglio la Juventus.
La Juventus avrebbe dovuto ricevere a questo punto, in quanto campione federale, la Coppa Spensley, che era il trofeo che era stato assegnato alla squadra campione d'Italia nei tre anni precedenti; così infatti commentava La Stampa il 22 febbraio 1908 alla vigilia dell'incontro decisivo Juventus-Doria:
La Coppa Spensley, però, non fu mai consegnata fisicamente alla Juventus, cui spettava di diritto in quanto Campione Federale, perché il Milan ultimo detentore l'aveva polemicamente ridata al donatore Spensley. Al termine della stagione i club ribelli si riavvicinarono progressivamente alla Federazione, e all'assemblea dell'8 novembre 1908 si stabilì di considerare la Coppa Spensley come definitivamente vinta dal Milan (fatto che contribuì a invalidare il Campionato Federale 1908), in virtù dei due successi rossoneri del 1906 e 1907, e di mettere in palio per il successivo campionato federale una nuova Coppa denominata "Zaccaria Oberti":
(Resoconto dell'assemblea tratto dalla Stampa e dalla Stampa Sportiva.)
Durante l'assemblea dell'8 novembre si decise inoltre, su proposta di Oberti approvata a larga maggioranza, di lasciare il possesso della coppa a Spensley; non è da escludere che il Milan abbia per una questione di principio rifiutato la restituzione del trofeo:
(La Lettura Sportiva, citazione tratta da Carlo Fontanelli, Doppio scudetto - I campionati italiani della stagione 1909, GEO Edizioni, p. 8.)
La formula dei due campionati federale e italiano fu quindi mantenuta anche nella stagione successiva: al campione federale, come già detto, sarebbe spettata la Coppa Zaccaria Oberti, mentre il campione italiano, come nella stagione precedente, si sarebbe aggiudicato la Coppa Romolo Buni. Per i rossoneri, che nel frattempo come corollario di questi eventi avevano dovuto assistere alla secessione dei fondatori dell'Inter dalla loro società, l'assegnazione della coppa fu solo una magra consolazione, vedendosi comunque privati della possibilità di cingere quel loro quarto scudetto per il quale avrebbero dovuto a quel punto attendere altri 43 anni.
Il trofeo è custodito nel capoluogo ligure presso il Genoa Museum and Store.

## Albo d'oro
Non conteggiando la vittoria della Juventus nel disconosciuto Campionato Federale di Prima Categoria 1908, il trofeo è stato vinto complessivamente tre volte da due sole squadre.

### Vincitori della Coppa Spensley
- 1905:  Juventus
- 1906:  Milan
- 1907:  Milan (trofeo definitivamente assegnato al Milan nell'assemblea federale dell'8 novembre 1908)
- 1908:  Juventus (edizione disconosciuta dalla FIF)

### Annotazioni
1. ↑  Juventus, se si conteggia la vittoria nel disconosciuto Campionato Federale di Prima Categoria 1908.
2. ↑  A pari merito con la Juventus, se si conteggia la vittoria nel disconosciuto Campionato Federale di Prima Categoria 1908.

### Fonti
1. ↑  Guido Baccani, Annuario italiano del football - stagione 1919-20, Novara, De Agostini, 1919
2. ↑  Chiesa, p. 18.
3. ↑   Giuoco del calcio - I campionati italiani, in La Stampa, 2 dicembre 1907,  p. 4. URL consultato il 17 aprile 2012.
4. ↑   L'astensione del Milan Club dai Campionati, in La Stampa, 2 gennaio 1908,  p. 4.
5. ↑  Chiesa, p. 20.
6. ↑   La gran finale del Campionato Federale, in La Stampa, 22 febbraio 1908,  p. 5. URL consultato il 17 aprile 2012.
7. ↑   Il Congresso Federale a Milano, in La Stampa, 9 novembre 1908,  p. 4. URL consultato il 17 aprile 2012.
8. ↑   Il Congresso Federale a Milano, in La Stampa Sportiva, 15 novembre 1908,  p. 9. URL consultato il 30 agosto 2019.
9. ↑  Chiesa, p. 21.
10. ↑  Chiesa, pp. 20-21.